# ウッドワード則
ウッドワード則（ウッドワードそく、Woodward's rules）は、1,3-ブタジエン系発色団の紫外吸収217nmを基本値として、これに影響を与える補正値を加算すればジエン類の紫外吸収極大が算出することができるという法則で、ロバート・バーンズ・ウッドワードが発見した。後にフィーザー夫妻によって共役エノン化合物にまでこの法則を拡張したため、ウッドワード・フィーザー則（Woodward–Fieser rules）ともいわれる。